# قانون بویل

انیمیشن، رابطه بین فشار و حجم را زمانی که دما و جرم یکی است، نشان می‌دهد.

قانون بویل قانونی در علم فیزیک است که بیان می‌کند در دمای ثابت حجم گازها با وارد شدن فشار به‌طور منظمی کاهش می‌یابد؛ به عبارت دیگر، در گازها همواره میان حجم و فشار رابطه‌ای وارونه وجود دارد. این قانون را دانشمند انگلیسی، رابرت بویل (۱۶۲۷–۱۶۹۱)، کشف کرده‌است. این قانون با عنوان قانون بویل–ماریوت نیز شناخته می‌شود.
{\displaystyle \qquad \qquad pV=k}
که در آن
p نشان دهنده فشار
v نشان دهنده حجم
و k نشان دهنده مقدار ثابت است:
{\displaystyle \qquad \qquad k=nRT}
که در آن
n نشان دهنده تعداد مول
R نشان دهنده ثابت عمومی گازها
و T نشان دهنده دمای محیط است.
قانون بویل به این صورت نیز بیان شده‌است:
{\displaystyle P_{1}.V_{1}/T_{1}=P_{2}.V_{2}/T_{2}}
که در آن
{\displaystyle P_{1}} فشار گاز ایدئال در قبل از فرایند
{\displaystyle V_{1}} حجم گاز ایدئال در قبل از فرایند
{\displaystyle T_{1}}دمای گاز ایدئال در قبل از فرایند
{\displaystyle P_{2}}فشار گاز ایدئال در بعد از فرایند
{\displaystyle V_{2}}حجم گاز ایدئال در بعد از فرایند
{\displaystyle T_{2}}دمای گاز ایدئال در بعد از فرایند

## قانون بویل در تنفس
با انقباض و انبساط پرده دیافراگم، ماهیچه‌های شکمی و ماهیچه‌های بین‌دنده‌ای، حجم شش‌ها کم و زیاد می‌شود. هنگامی که حجم شش‌ها افزایش می‌یابد، فشار هوای بیرون بیش از فشار هوای درون شش‌هاست و بنابراین، دَم صورت می‌گیرد. با کاهش حجم شش‌ها، فشار هوای درون شش‌ها افزایش می‌یابد و بازدم صورت می‌گیرد.